# 2014 en numismatique
Chronologie de la numismatique
- 2013 en numismatique - 2014 en numismatique - 2015 en numismatique

Cet article présente les faits marquants de l'année 2014 en numismatique.

## Principaux événements numismatiques de l'année 2014

### Par dates

#### Janvier
- 1er janvier 2014 : 
  -   Lettonie : le pays rejoint la zone euro et émet sa première série de pièces en euros.
  -   Pays-Bas : émission d'une nouvelle série de pièces en euros, la deuxième depuis 1999[N 1] et la première à l'effigie du nouveau roi, Willem-Alexander[1], qui avait accédé au trône le 30 avril 2013 à la suite de l'abdication de sa mère la reine Béatrix.
  -   Vatican : émission d'une nouvelle série de pièces en euros, la quatrième depuis 1999[N 1] et la première à l'effigie du nouveau pape, François, qui avait été élu le 13 mars 2013 à la suite de l'abdication de son prédécesseur le pape Benoît XVI le 28 février 2013[2].
- 14 janvier 2014 :
  -  Canada : lancement par la Monnaie royale canadienne d'une pièce d'un dollar en argent pour célébrer le centenaire de la Première Guerre mondiale[3].
  -   Lettonie : fin du cours légal du lats ; l'euro est désormais (à partir du 15 janvier) la seule monnaie légale dans le pays.

#### Février
- début février 2014 (date à préciser) :
  -   Allemagne : émission de la 13e pièce commémorative de 2 euros du pays et 9e sur 16 de la série des Länder, consacrée au land de Basse-Saxe[4]. Sur cette pièce est représentée l'église Saint-Michel de Hildesheim[4], inscrite à la liste du patrimoine mondial de l'Humanité par l'UNESCO en 1985[5],[6].
- 4 février 2014 :
  -   Belgique : début de la frappe d'une nouvelle série de pièces en euros, la quatrième depuis 1999[N 2],[N 1] et la première à l'effigie du nouveau roi, Philippe[7], qui avait accédé au trône le 21 juillet 2013 à la suite de l'abdication de son père le roi Albert II[5],[8]. Elles devraient être l’œuvre de Luc Luycx[9]. Ce dernier a proposé plusieurs possibilités au nouveau roi (avec ou sans barbe, avec ou sans lunettes, de profil ou pas), lequel devra choisir quelle forme sera retenue[9]. Elles porteront l'effigie du roi tournée vers la droite.  À gauche, le monogramme royal au-dessus des lettres BE, pour Belgique. En bas, le millésime entouré de la marque du Commissaire des monnaies et de la Monnaie royale de Belgique. Le tout est entouré par les douze étoiles du drapeau européen[10].
- 6 février 2014 : 
  -  États-Unis : émission de la pièce du président Warren G. Harding de la série de pièces de 1 dollar des Présidents des États-Unis.

#### Avril
- 10 avril 2014 : 
  -  États-Unis : émission de la pièce du président Calvin Coolidge de la série de pièces de 1 dollar des Présidents des États-Unis.

#### Juin
- 2 juin 2014 : 
  -   France : la Monnaie de Paris sort quatorze pièces d'argent et une en or dessinées par Sempé sur le thème des valeurs de la république[11].
- 19 juin 2014 : 
  -  États-Unis : émission de la pièce du président Herbert Hoover de la série de pièces de 1 dollar des Présidents des États-Unis.

#### Juillet
- 10 juillet 2014 : 
  -  États-Unis : émission de la pièce de Florence Harding de la série de 10 dollars des Premières épouses des États-Unis.
- 17 juillet 2014 : 
  -  États-Unis : émission de la pièce de Grace Coolidge de la série de 10 dollars des Premières épouses des États-Unis.

#### Août
- 14 août 2014 : 
  -  États-Unis : émission de la pièce de Lou Henry Hoover de la série de 10 dollars des Premières épouses des États-Unis.
- 22 août 2014 :
  -  Transnistrie : émission d'une série de quatre pièces de 1, 3, 5 et 10 roubles en composite de fibre et de plastique[12].
- 28 août 2014 : 
  -  États-Unis : émission de la pièce du président Franklin D. Roosevelt de la série de pièces de 1 dollar des Présidents des États-Unis.

#### Septembre
- 4 septembre 2014 : 
  -  États-Unis : émission de la pièce de Eleanor Roosevelt de la série de 10 dollars des Premières épouses des États-Unis.
- 23 septembre 2014 : 
  -  Zone euro : lancement du billet de 10 euros de la deuxième série de billets en euros, dite série « Europe ». Les billets de la première série continuent de circuler et d'avoir cours légal, y compris ceux de 5  et   10 euros.

#### Novembre
- 18 novembre 2014 : 
  -   Espagne : parution au Journal officiel de l'Union européenne des nouvelles faces nationales des pièces de 1 et 2 euros à l'effigie du roi Felipe VI.

#### Décembre
- entre le 16 et le 19 décembre :
  -   Andorre : mise en circulation de toutes les pièces en euros du pays. Chaque citoyen andorran pourra acquérir un starter kit d'une valeur de 3,88 euros (c'est-à-dire contenant une pièce de chaque valeur). Le tirage total atteindra 6,5 millions de pièces, dont 400,000 pièces de 2 euros[13].

#### Année
- Liste des pièces de collection françaises en euro (2014)

## Dates à préciser
France : émission de deux pièces commémoratives de 2 euros, la première dédiée au 70e anniversaire du débarquement de Normandie et la seconde au 20e anniversaire de la création de Sidaction. Pour cette dernière, des versions colorées (une première pour des pièces de 2 euros commémoratives officielles) en BU et BE seront disponibles et 2 € du prix de chaque vente ira directement à la fondation. Les tirages et dates d'émission demeurent inconnus pour le moment,.